# 야스 마리나 서킷
야스 마리나 서킷(아랍어: حلبة مرسى ياس, Yas Marina Circuit)은 아랍에미리트 아부다비 야스섬에 있는 서킷이다. 야스 마리나 서킷은 바레인에 이어 중동의 두번째 포뮬러 원 서킷이며, 카타르의 루사일 인터내셔널 서킷, 사우디아라비아의 제다 코니시 서킷와 함께 중동 네 개의 서킷 중 하나이다.

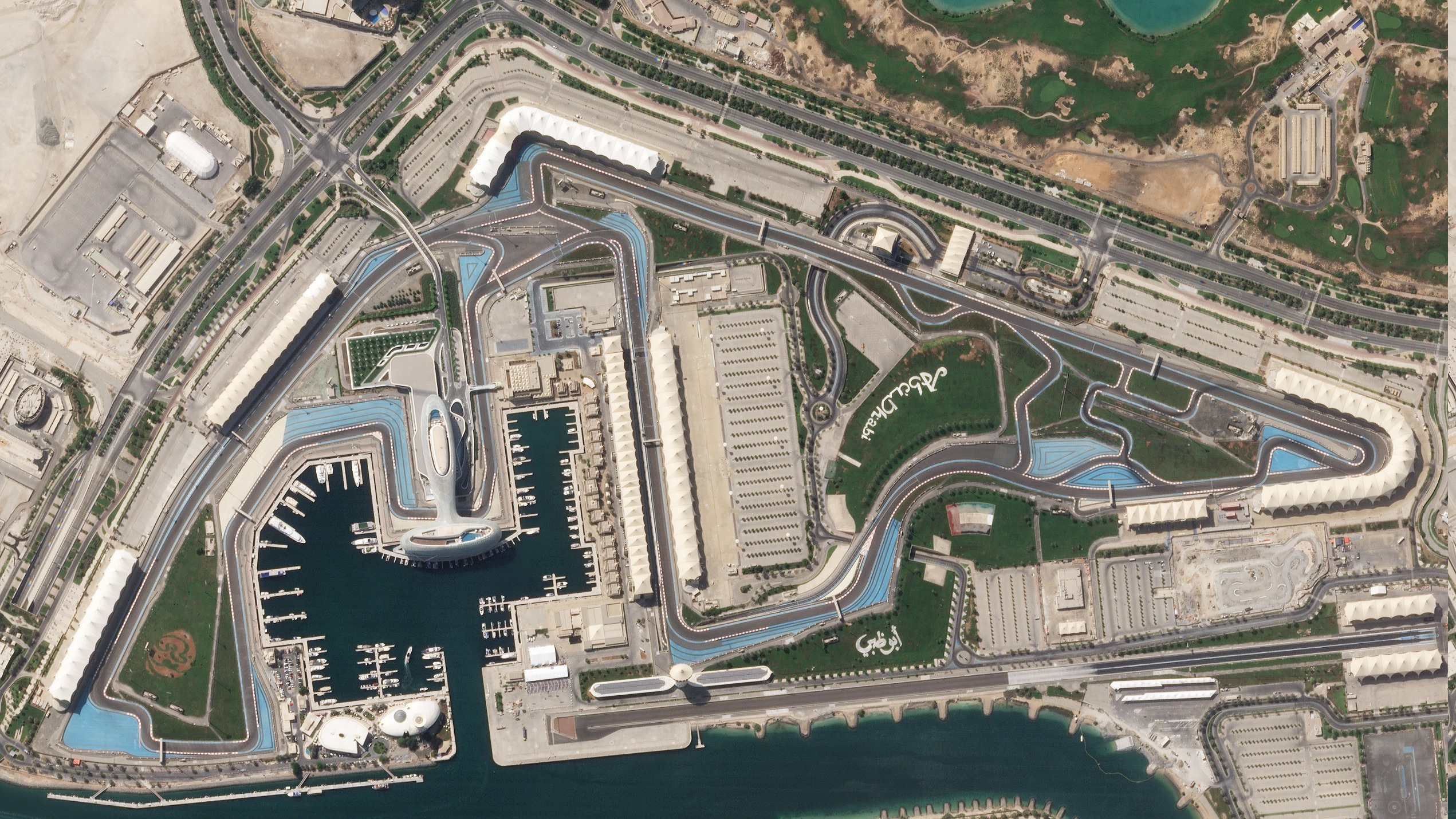
2018년 10월 12일의 위성사진

## 같이 보기
- 아부다비 그랑프리
- 포뮬러 원
- 포뮬러 원 서킷 목록